# Appenweier
Appenweier est une commune d'Allemagne, située entre Kehl et Offenbourg. Elle compte environ 10 000 habitants et est entourée de champs. Elle est dans l'arrondissement de l'Ortenau, au Bade-Wurtemberg.

## Transports
La commune est située en bordure de la ligne de chemin de fer Mannheim - Karlsruhe - Bâle, et est le point de départ de la ligne vers Kehl et Strasbourg.

## Jumelage
La ville d'Appenweier est jumelée avec celle de Montlouis-sur-Loire, Indre-et-Loire, France.